# Pardosa burasantiensis
Pardosa burasantiensis là một loài nhện trong họ Lycosidae.
Loài này thuộc chi Pardosa. Pardosa burasantiensis được Benoy Krishna Tikader & A. Malhotra miêu tả năm 1976.